# Takaki (Nagasaki)
Takaki (高来町 Takaki-chō?) fue el nombre con el que se conocía a un pueblo localizado en el distrito de Kitatakaki, en la prefectura de Nagasaki, Japón.
En el año de 2003, el pueblo contaba con una población de 10,912 y una densidad de población de 219.16 personas por km². El área total era de 49.79 km².
El 1 de marzo de 2005 Takaki, junto con los pueblos de Tarami, del distrito de Nishisonogi, y los pueblos de Iimori, Konagai y Moriyama, todos ellos del distrito de Kitatakaki, fueron anexados a la expansión de la ciudad de Isahaya.
- Datos: Q6143911